# Доля три рази
Потрійна доля (англ. Destiny Times Three) — науково-фантастичний роман американського письменника Фріца Лайбера, вперше опублікований 1945 року в журналі «Astounding».

## Зміст
В Середньовіччі одна людина знайшла Талісман, який дозволяє власнику переміщатись в просторі. Невдовзі на нього вийшли ще семеро володарів Талісманів: Прім, Секонд, Терс, Карт, Квінт, Сікст, Септем і запропонували йому приєднатись до них під ім'ям Октав.
Потім вісімка знайшла ще один прилад — Генератор Імовірності, який міг створювати альтернативні реальності. Вісімка використовувала його перед кожним важливим вибором людства. Такі розгалуження давали їм можливість спостерігати наслідки різних варіантів вибору і згодом залишати тільки найкращу реальність, знищуючи відгалуження.
Останнє розгалуження відбулось після відкриття «субтронної» енергії. В Світі-1 відкриття було оприлюдене і використовувалось в мирних цілях, таких, наприклад, як літаючі автомобілі. В Світі-2 відкриття було використане вченими для побудови військової диктатури з назвою «Слуги народу», а в Світі-3 відкриття було опубліковане і було використане для терактів, що відкинуло цивілізацію в кам'яну добу.
Октав зацікавився дослідженнями вчених Торна та Клоулі, які виявили збільшення кількості провалів у пам'яті і запідозрили психологічне вторгнення для розвідки перед завоюванням Землі. Всесвітня рада не повірила вченим, а пара чиновників Темпельмар та Конджерлі відкрито висміяли це. Октав порадив вченим розпустити чутки про повстання марсіанської колонії, щоб активізувати оборону.
Під час зустрічі Торн мимовільно вкрав Талісман у Октава.
Несвідомо використавши його, він обмінюється особистостями з Торном-2 (Торном зі Світу-2). Там він дізнається, що диктатура Клоулі-2, Темпельмара-2 та Конджерлі-2 готує армію для переходу в Світ-1 для завоювання. Вони володіють технологіями побудови міжсвітових порталів та обміну особистостями, що Темпельмар-2 та Конджерлі-2 використали для дискредитації попередження про напад.
Октав розповідає вісімці, що вони невміло користувались Генератором і альтернативні реальності не є насправді знищеними. І в них можливо розвинулись технології, які загрожують самій вісімці. Його засуджують до страти, але він втікає.
Рятуючись від небезпеки, Торн знову несвідомо використовує Талісман і обмінюється особистостями із Торном-3.
Йому доводиться відбиватись від зграї здичавілих собак і котів в Світі-3.
Зрештою він оволодіває можливостями Талісмана, об'єднує всі 3 свідомості в одному тілі і викликає творців Талісману.
Творці забирають Талісмани та Генератор і пояснюють, що це наукові прилади, які не планувались для таких деструктивних дій.
Вони присуджують не знищувати паралельні реальності і дозволити їм розвиватись природним чином.
Хоча знищують міжпросторовий міст і загарбницьку армію.
Свідомості Торна розділяють назад і присуджують їм циклічно обмінюватись 1 раз на тиждень для наукового експерименту.